# 朱千雪
朱千雪（英語：Tracy Chu Tsin Suet，1988年6月28日—），香港女演員、節目主持及2012年度香港小姐競選季軍，現為無綫電視經理人合約藝員，2020年9月成為香港資深大律師張健利律師樓「Denis Chang's Chambers」旗下大律師。

## 簡介

### 成長及早年生活
朱千雪為家中長女，有兩名胞妹，父親於1982年在柴灣開設「金比有限公司」，主要從事五金配件生意，市場遍佈中美洲、南美洲、北美洲、日本、韓國、臺灣、西歐等地。她曾在香港就讀嘉諾撒聖心學校私立部，至小學三年級（即8歲）時，與家人移居加拿大溫哥華。她擁有英國皇家音樂學院聯合委員會八級鋼琴資格，於西門菲莎大學（主修商業和傳理）畢業後獨自回港就業，曾任兩年行政助理，但在不久便決定參加《2012年度香港小姐競選》。其父母一直定居溫哥華，偶爾回港探親時會在名下物業 —— 小西灣藍灣半島3座寓所暫住。

### 演藝事業 (2012年-2017年)
《2012年度香港小姐競選》是首次由全港市民一人一票選出。決賽當晚，多名藝人、前港姐及無綫電視高層樂易玲均在鏡頭前投朱千雪一票，惟最後關頭卻因網上投票系統伺服器發生問題，令朱千雪失落冠軍寶座。根據多方面的民意調查，季軍朱千雪才是「民選冠軍」。同年，她以香港小姐季軍身份代表香港，到日本沖繩參加《2012國際小姐競選》；在加入無綫電視不久後便擔任《勁歌金曲》主持，亦拍攝首套電視劇《On Call 36小時II》，擔任重要配角。該劇為無綫電視46週年台慶劇，朱千雪在劇中飾演內科醫生「向芊兒」，並與吳啟華合演情侶。2013年，她在電影《赤道》中飾演反恐特勤隊督察「Tracy」，為其首部電影作品。
2014年，朱千雪受黃秋生及黎芷珊邀請，擔任清談節目《燭光晚餐》嘉賓，且曾獲黃秋生以「宅男女神」稱讚。2015年，她在劇集《以和為貴》飾演患有亞氏保加症的「巫瑞嘉」。2016年初接替胡杏兒拍攝劇集《EU超時任務》，在劇集《EU超時任務》內首度擔任女主角，飾演「凌晨風」一角，演出備受好評，與王浩信的螢幕搭檔形象亦受到觀眾歡迎，更被視為《萬千星輝頒獎典禮2016》「最佳女主角」大熱人選之一，最終在「最佳女主角」及「最受歡迎電視女角色」均入圍最後五強。2017年，她在特別客串劇集《踩過界》，飾演眼科醫生「戴天恩」，戲份不多但仍受到觀眾歡迎，並憑此角獲得《星和無綫電視大獎2017》「我最愛TVB電視女角色獎」。同年，她亦獲網民高票選為「十大最索港姐」。
另外，朱千雪還參與慧妍雅集的慈善工作，曾當選2016 - 2017年度執行委員會副會長；除了是無綫電視監製林志華及潘嘉德的常用演員，也跟蔣家旻、岑杏賢、張嘉兒、湯洛雯等份屬友好而獲傳媒封為「2Line黨」。

### 修讀法律博士學位，轉投法律界、兼任大學課程講師（2015年至今）
朱千雪於2015年下半年向無綫電視請假一年，以修讀香港中文大學企業傳播社會科學系碩士學位，並於2016年畢業。其後，她於2016年9月修讀香港城市大學法律博士學位，2020年9月完成一年實習便加入香港大律師公會執委張健利的律師樓「Denis Chang's Chambers」，正式成為旗下大律師，主要負責民事及刑事訴訟。
2022年起，在香港大學專業進修學院 （HKU SPACE）兼任法律行政人員高級文憑講師。2024年起在香港中文大學任新聞與傳播學院的選修科目「公共關係專題」講師。

## 個人生活
朱千雪於2014年開始跟青梅竹馬、祺棧茶行少東兼新加坡中央醫院放射治療部門顧問醫生吳昆倫（Justin）交往，於2019年6月28日與女性友人慶祝自己生日時透過面書宣佈註冊結婚，並於同年8月初在峇里瑪杰斯蒂教堂舉行婚禮。2024年元旦公佈已懷孕五個月，同年5月生下兒子。

## 演出作品

### 電視劇
| 首播     | 劇名             | 角色                         |
| 無綫電視 |                  |                              |
| 2013年   | On Call 36小時II | 向芊兒                       |
| 2014年   | 再戰明天         | 遲春光（光仔）               |
| 2015年   | 以和為貴         | 巫瑞嘉（嘉嘉）               |
| 2015年   | 拆局專家         | 麥平安（Duck Duck）          |
| 2016年   | 鐵馬戰車         | 張清清（水水）               |
| 2016年   | 警犬巴打         | 黎淑姿（Jil）                |
| 2016年   | EU超時任務       | 凌晨風（Madam Ling、糞箕笠） |
| 2016年   | 流氓皇帝         | 馮小融                       |
| 2017年   | 踩過界           | 戴天恩（Yanice）             |
| 2020年   | 降魔的2.0        | 凌晨風（第5集）              |
| 2020年   | 踩過界II         | 戴天恩（Yanice）（聲演）     |

### 綜藝節目
| 首播     | 節目名                      | 備註               |
| 無綫電視 |                             |                    |
| 2017年   | 街坊廚神番外篇の開年舌戰    | 固定嘉賓           |
| 2017年   | 群星拱照Big Big Channel     | 固定嘉賓           |
| 2018年   | 人生有幾多個福祿壽          | 固定嘉賓           |
| 2018年   | 國際中華小姐競選            | 固定評判團成員     |
| 2018年   | big big channel大公司周年慶 | 固定嘉賓           |
| 2018年   | 2018年度香港小姐競選        | 固定星級評判團成員 |
| 2019年   | 2019國際中華小姐競選        | 固定評判團成員     |

### 主持節目
| 首播            | 節目名                   | 備註                             |
| 無綫電視        |                          |                                  |
| 2012年          | TVB凝聚力量節目巡禮2013  | 與黎耀祥、張名雅及黃心穎合作     |
| 2012 - 2013年   | 勁歌金曲                 | 與崔建邦合作                     |
| 2012年          | 勁歌金曲優秀選第三回     | 與崔建邦合作                     |
| 2012年          | 第24屆CASH流行曲創作大賽 | 與梁德輝合作                     |
| 2012年          | 塔斯曼尼亞的日與夜       | 與陳智燊合作                     |
| 2013年          | 度身訂造旅行團           | 與金剛、譚詠麟及周秀娜合作       |
| 2017年          | Big Big小明星2017        | 與森美合作                       |
| 2017年          | 我是小廚神 - 新加坡篇    | 第2集；與高海寧合作；TVB8首播    |
| 2018年          | 生活100錯                | 第13、14集嘉賓主持               |
| 2018年          | 3日2夜                   | 第二輯 第37 - 39集；與湯洛雯合作 |
| 2019年          | 如果這樣生活             | 第7集主持                        |
| 翡翠東方TVBC    |                          |                                  |
| 2014年          | 港優遊·港享受            | 與姚兵合作                       |
| big big channel |                          |                                  |
| 2017年          | 心理急救室               | 與岑杏賢合作                     |

### 電影
| 首映   | 電影名                         | 角色                     |
| 2013年 | 邂逅·感動（澳門旅遊局微電影）  | 朱千雪（Tracy）          |
| 2014年 | ON CALL（沃爾沃微電影）        | 朱千雪（Tracy）          |
| 2015年 | 赤道                           | Tracy                    |
| 2016年 | 洗衣鋪群星事件簿（廣告微電影） | 凌晨風（阿風）（第一集） |

## 音樂作品

### 合唱歌曲
| 年份   | 歌名                | 備註                             |
| 2014年 | We Are The Only One | 《2014 FIFA巴西世界盃》TVB主題曲 |
| 2016年 | 乘風                | 《Amazing Summer》主題曲         |

## 曾獲獎項及提名
| 年份   | 獎項                                                               | 劇集                                       | 角色   | 結果                 |
| 2012年 | 《2012年度香港小姐競選》季軍                                       | 不適用                                     | 不適用 | 獲獎                 |
| 2014年 | 《TVB 馬來西亞星光薈萃頒獎典禮2014》 「我最喜愛TVB飛躍進步女藝員」 | 《再戰明天》                               | 遲春光 | 提名                 |
| 2015年 | 《星和無綫電視大獎2015》「我最愛TVB女配角」                        | 《再戰明天》                               | 遲春光 | 提名                 |
| 2015年 | 《星和無綫電視大獎2015》「TVB飛躍進步藝人」                        | 不適用                                     | 不適用 | 獲獎                 |
| 2015年 | 《TVB 馬來西亞星光薈萃頒獎典禮2015》 「最喜愛TVB電視角色」         | 《拆局專家》                               | 麥平安 | 提名                 |
| 2015年 | 《TVB 馬來西亞星光薈萃頒獎典禮2015》 「最喜愛TVB女配角」           | 《拆局專家》                               | 麥平安 | 提名                 |
| 2015年 | 《TVB 馬來西亞星光薈萃頒獎典禮2015》 「最喜愛TVB飛躍進步女藝員」   | 《以和為貴》、《拆局專家》                 | 不適用 | 獲獎                 |
| 2015年 | 《萬千星輝頒獎典禮2015》「最佳女配角」                             | 《拆局專家》                               | 麥平安 | 提名                 |
| 2015年 | 《萬千星輝頒獎典禮2015》「飛躍進步女藝員」                         | 《以和為貴》、《拆局專家》                 | 不適用 | 提名                 |
| 2016年 | 《星和無綫電視大獎2016》「我最愛TVB女主角」                        | 《EU超時任務》                             | 凌晨風 | 提名                 |
| 2016年 | 《星和無綫電視大獎2016》「我最愛TVB女角色」                        | 《EU超時任務》                             | 凌晨風 | 獲獎                 |
| 2016年 | 《星和無綫電視大獎2016》 「TOKYO BUST EXPRESS 性感魅力大獎」       | 不適用                                     | 不適用 | 獲獎                 |
| 2016年 | 《TVB 馬來西亞星光薈萃頒獎典禮2016》 「最喜愛TVB女主角」           | 《EU超時任務》                             | 凌晨風 | 最後五強             |
| 2016年 | 《TVB 馬來西亞星光薈萃頒獎典禮2016》 「最喜愛TVB電視角色」         | 《EU超時任務》                             | 凌晨風 | 最後五強             |
| 2016年 | 《TVB 馬來西亞星光薈萃頒獎典禮2016》 「最喜愛TVB螢幕情侶」         | 《EU超時任務》                             | 不適用 | 與王浩信獲獎         |
| 2016年 | 《觀眾在民間電視大奬2016》 「民選最佳女主角」                      | 《EU超時任務》                             | 凌晨風 | 得票第二名           |
| 2016年 | 《萬千星輝頒獎典禮2016》「飛躍進步女藝員」                         | 《鐵馬戰車》、《警犬巴打》、《EU超時任務》 | 不適用 | 提名                 |
| 2016年 | 《萬千星輝頒獎典禮2016》「最受歡迎電視女角色」                     | 《EU超時任務》                             | 凌晨風 | 最後五強             |
| 2016年 | 《萬千星輝頒獎典禮2016》「最佳女主角」                             | 《EU超時任務》                             | 凌晨風 | 最後五強             |
| 2016年 | 《萬千星輝頒獎典禮2016》「最受歡迎劇集搭檔」                       | 《EU超時任務》                             | 不適用 | 與王浩信獲獎         |
| 2017年 | 《星和無綫電視大獎2017》「我最愛TVB電視女角色」                    | 《踩過界》                                 | 戴天恩 | 獲獎                 |
| 2017年 | 《星和無綫電視大獎2017》「我最愛TVB女配角」                        | 《踩過界》                                 | 戴天恩 | 提名                 |
| 2017年 | 《TVB 馬來西亞星光薈萃頒獎典禮2017》 「最喜愛TVB電視角色」         | 《踩過界》                                 | 戴天恩 | 提名                 |
| 2017年 | 《TVB 馬來西亞星光薈萃頒獎典禮2017》 「最喜愛TVB女配角」           | 《踩過界》                                 | 戴天恩 | 最後五強             |
| 2017年 | 《TVB 馬來西亞星光薈萃頒獎典禮2017》 「最喜愛TVB螢幕情侶」         | 《踩過界》                                 | 不適用 | 與王浩信及蔡思貝提名 |
| 2017年 | 《萬千星輝頒獎典禮2017》「最佳女配角」                             | 《踩過界》                                 | 戴天恩 | 最後五強             |
| 2017年 | 《萬千星輝頒獎典禮2017》「最受歡迎電視女角色」                     | 《踩過界》                                 | 戴天恩 | 提名                 |
| 2017年 | 《2017香港電視大獎》 「女配角獎（劇集）」                          | 《踩過界》                                 | 戴天恩 | 得票第四名           |
| 2017年 | 《觀眾在民間電視大奬2017》 「民選飛躍進步女藝員」                  | 《踩過界》                                 | 戴天恩 | 得票第四名           |